# Uranium
Pour les articles homonymes, voir Uranium (homonymie).
L’uranium est l'élément chimique de numéro atomique 92, de symbole U. Il fait partie de la famille des actinides.
L'uranium est le 48e élément naturel le plus abondant dans la croûte terrestre, son abondance est supérieure à celle de l'argent, comparable à celle du molybdène ou de l'arsenic, mais quatre fois inférieure à celle du thorium. Il se trouve partout à l'état de traces, y compris dans l'eau de mer.
C'est un métal lourd radioactif (émetteur alpha) de période très longue (~ 4,468 8 milliards d'années pour l'uranium 238 et ~ 703,8 millions pour l'uranium 235). Sa radioactivité, additionnée à celle de ses descendants dans sa chaîne de désintégration, développe une puissance de 0,082 watt par tonne d'uranium, ce qui en fait, avec le thorium 232 (quatre fois plus abondant, mais trois fois moins radioactif) et le potassium 40, la principale source de chaleur qui tend à maintenir les hautes températures du manteau terrestre, en ralentissant de beaucoup son refroidissement.
L'isotope uranium 235 est le seul isotope fissile naturel. Sa fission libère une énergie voisine de 202,8 MeV par atome fissionné dont 9,6 MeV d'énergie non récupérable, communiquée aux neutrinos produits lors de la fission. L'énergie récupérable est plus d'un million de fois supérieure à celle des combustibles fossiles pour une masse équivalente. De ce fait, l'uranium est devenu la principale matière première utilisée par l'industrie nucléaire.
La production mondiale d'uranium s'est élevée à 49 355 tonnes en 2022, répartie pour l'essentiel entre le Kazakhstan (43 %), le Canada (14,9 %), la Namibie (11,4 %), l'Australie (9,2 %), l'Ouzbékistan (6,7 %), la Russie (5,1 %), le Niger (4,1 %) et la Chine (3,4 %). Pour son utilisation dans les réacteurs nucléaires, les ressources récupérables à un coût inférieur à 130 dollars/kg d'uranium étaient estimées en 2021 par l'Agence internationale de l'énergie atomique à 6,08 millions de tonnes dans le monde, réparties essentiellement entre l'Australie (28 %), le Kazakhstan (13 %), le Canada (10 %), la Russie (8 %) et la Namibie (8 %).

## Uranium naturel
Le minerai d'uranium exploité dans des gisements granitiques ou sédimentaires possède une teneur moyenne en uranium pouvant varier de 0,1 % à 2 %, pouvant exceptionnellement approcher les 20 %. L'uranium est dit naturel quand il est constitué d'isotopes dans leur proportion d'origine (identique pour tous les minerais d'uranium) : soit 99,2743 % d'uranium 238 accompagné de 0,7202 % d'uranium 235 et d'une quantité infime d'isotope 234 (0,0055 %).

### Découverte

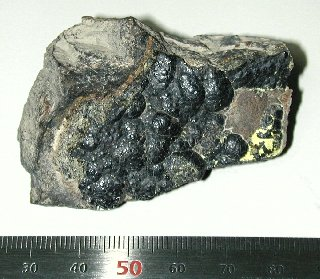
L'uraninite, ou pechblende, est le minerai d'uranium le plus commun.

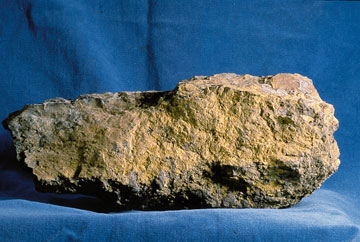
Minerai d'uranium.

L'uranium fut mis en évidence en 1789 par le chimiste prussien Martin Heinrich Klaproth à partir de l'analyse d'un morceau de roche qu'on lui avait apporté de la mine de Saint Joachimsthal. Cette roche était de la pechblende, un minerai d'uranium qui contient principalement de l'U3O8. Klaproth parvint en la chauffant à en extraire un corps gris métallique. Dans sa communication du 24 septembre 1789 à l'Académie royale prussienne des sciences et intitulée « Ueber den Uranit, ein neues Halbmetall », il proposa le nom d'« urane » ou « uranite » au composé qu'il venait d'identifier (un oxyde d'uranium et non le corps pur), en référence à la découverte de la planète Uranus faite par William Herschel en 1781. Cet oxyde, rebaptisé uranium en 1790, avait comme propriété de donner une fine fluorescence aux verres et une couleur jaune verdâtre aux émaux, si bien que la pechblende était extraite de la mine de Joachimsthal et de mines d'étain en Cornouaille et des uranates alcalins utilisés (diuranate d'ammonium et de sodium) par les verriers de Bohême et les céramistes saxons.

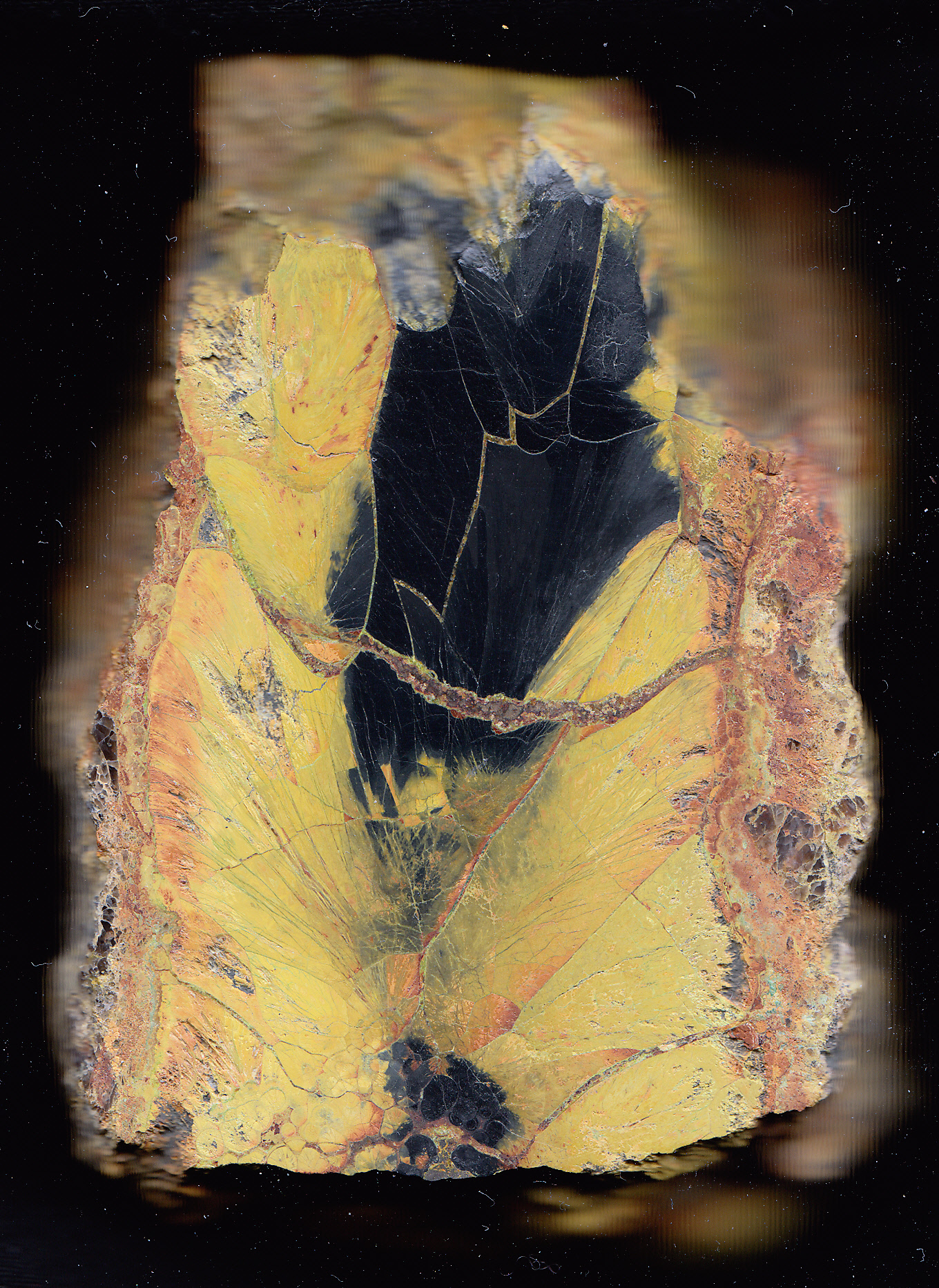
Section polie de pechblende.

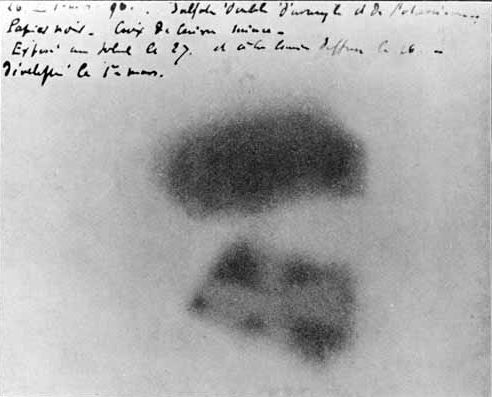
Papier photographique original irradié par le rayonnement de sel d'uranium (Expérience de Becquerel).

Ce n'est qu'en 1841 que le chimiste français Eugène-Melchior Péligot put l'isoler à l'état métallique en réduisant le tétrachlorure d'uranium (UCl4) par le potassium. Il établit que l'urane était composé de deux atomes d'oxygène et d'un métal qu'il isola. L'uranium entra dans la nomenclature de la chimie. Il estima alors la masse volumique de l'uranium à 19 g/cm3.
Le Français Henri Becquerel ne découvrit la radioactivité de l’uranium que beaucoup plus tard, le 28 février 1896, lorsqu'il constata que des plaques photographiques placées à côté de sels d'uranium (extraits d'un lot de pechblende de Joachimsthal) avaient été impressionnées sans avoir été exposées à la lumière. Les plaques avaient été noircies par les rayonnements émis par les sels : c'était la manifestation d'un phénomène jusqu'alors inconnu, la radioactivité naturelle. Pierre et Marie Curie isolèrent deux éléments nouveaux naturellement radioactifs, le polonium et le radium.

### Gisements et exploitation
Le minerai d'uranium est appelé uraninite, ou pechblende. Les cinq plus gros producteurs au monde sont le Kazakhstan, le Canada, l'Australie, le Niger et la Namibie. À proximité des mines, l'uranium est concentré sous forme de yellowcake. Il est néanmoins trop peu concentré en isotope fissile pour être utilisé directement dans les centrales nucléaires de type à eau pressurisée (PWR, pour pressurized water reactor). C'est la raison pour laquelle il est souvent enrichi en uranium 235 par diffusion gazeuse ou centrifugation. Les centrales de type CANDU utilisent l'uranium non enrichi mais exigent beaucoup d'eau lourde comme modérateur.
Un Centre de recherche sur la géologie de l'uranium (Cregu) a été créé dans les années 1980, à Vandœuvre-lès-Nancy pour mieux connaitre la géologie et la géochimie de l'uranium et faciliter l'accès des prospecteurs à cette ressource, par exemple en le reliant aux discordances géologiques connues ou à découvrir.
Au niveau mondial, l'uranium est extrait à 57 % au moyen du procédé de lixiviation in situ qui consiste à injecter une solution acide dans le gisement, puis à la pomper par un autre puits.

### Abondance et répartition
L'uranium est répandu dans les profondeurs du globe terrestre. La désintégration d'uranium 238 et 235 et d'autres radionucléides comme le thorium 232 et le potassium 40 entretient encore en énergie thermique le noyau terrestre, mais surtout le manteau rocheux terrestre, et donc toute la géothermie.
L'uranium est le 48e élément naturel le plus abondant dans la croûte terrestre. Il est plus abondant dans la nature que l'or ou l'argent.
Il est également présent dans toute l'écorce terrestre, surtout dans les terrains granitiques et sédimentaires, à des teneurs d'environ 2,7 g/t (soit 2,7 ppm). Ainsi, le sous-sol d'un jardin sur un carré de 20 m de côté peut-il en contenir, sur une profondeur de 10 m, environ 24 kg, ce qui fait de l'ordre du millier de milliards de tonnes rien que pour l'écorce terrestre, sans compter le manteau.
En ce qui concerne les réserves mondiales, cependant, l'immense majorité de cette masse est inexploitable dans les conditions économiques actuelles. La teneur du minerai varie beaucoup selon les roches, de 0,1 ppm dans les carbonates à 350 ppm dans les phosphates.
L'eau de mer contient environ 3,3 mg d'uranium par mètre cube selon le CEA et la COGEMA, soit 4,5 milliards de tonnes d'uranium dissous dans les océans.
Les eaux douces en contiennent souvent aussi en diverses concentrations. La concentration moyenne du Rhône en uranium est de 0,5 μg/l (soit un demi-milligramme par mètre cube, ou 0,5 ppb). La masse d’uranium transitant chaque jour dans le Rhône peut ainsi être estimée à environ 80 kg, soit près de trente tonnes par an, provenant essentiellement du ruissellement (lixiviation) des roches uranifères des Alpes.
Les ressources dites « identifiées » récupérables à un coût inférieur à 260 dollars/kg U étaient évaluées en 2021 à 7 917,5 kt, dont 4 688,3 kt de réserves « raisonnablement assurées » et 3 229,2 kt de réserves « présumées » (en anglais : inferred). Les ressources récupérables à un coût inférieur à 130 dollars/kg U étaient évaluées à 6 078,5 kt, dont 27,7 % en Australie, 13,4 % au Kazakhstan, 9,7 % au Canada, 7,9 % en Russie, 7,7 % en Namibie, 5,3 % en Afrique du Sud, 5,1 % au Niger, 4,6 % au Brésil, 3,7 % en Chine, 2,4 % en Mongolie, 2,2 % en Ouzbékistan, etc (seulement 1,0 % aux États-Unis). Des ressources additionnelles (« présagées » et « spéculatives ») sont estimées à 5 703 kt, dont 23 % en Mongolie, 12,3 % au Canada, 12,1 % en Afrique du Sud, 9,3 % en Russie, 8,8 % au Brésil, 6,6 % en Ukraine et 5,6 % au Vietnam.
| Rang | Pays           | Réserves 2007 | %    | Réserves 2013 | %   | Réserves 2021 | %   |
| 1    | Australie      | 725           | 22,0 | 1 706         | 29  | 1 684         | 28  |
| 2    | Kazakhstan     | 378           | 11,5 | 679           | 12  | 815           | 13  |
| 3    | Canada         | 329           | 10,0 | 494           | 8   | 588           | 10  |
| 4    | Russie         | 172           | 5,2  | 506           | 9   | 481           | 8   |
| 5    | Namibie        | 176           | 5,3  | 383           | 6   | 470           | 8   |
| 6    | Afrique du Sud | 284           | 8,6  | 338           | 6   | 321           | 5   |
| 7    | Niger          | 243           | 7,4  | 405           | 7   | 311           | 5   |
| 8    | Brésil         | 157           | 4,8  | 276           | 5   | 277           | 5   |
| 9    | Chine          | nd            | nd   | 199           | 4   | 224           | 4   |
| 10   | Mongolie       | nd            | nd   | nd            | nd  | 145           | 2   |
| 11   | Ouzbékistan    | nd            | nd   | nd            | nd  | 131           | 2   |
| 12   | Ukraine        | nd            | nd   | nd            | nd  | 107           | 2   |
| 13   | Botswana       | nd            | nd   | nd            | nd  | 87            | 1   |
| 14   | États-Unis     | 334           | 10,3 | 207,4         | 4   | 59            | 1   |
| 15   | Tanzanie       | nd            | nd   | nd            | nd  | 58            | 1   |
| 16   | Jordanie       | nd            | nd   | nd            | nd  | 52            | 1   |
|      | autres         | nd            | nd   | nd            | nd  | 267           | 5   |
|      | Total monde    | 3 300         | 100  | 5 903         | 100 | 6 078         | 100 |

|    | Pays               | 2004   | 2014   | Variation 2014/2004 (%) | % 2014 | 2019   | Variation 2019/2014 (%) | % 2019 | 2020   | 2021   | 2022   | % 2022 |
| 1  | Kazakhstan         | 3 719  | 23 127 | +522                    | 41,1   | 22 808 | -1,4                    | 41,7   | 19 477 | 21 819 | 21 227 | 43,0 % |
| 2  | Canada             | 11 597 | 9 134  | −21                     | 16,2   | 6 938  | -24                     | 12,7   | 3 885  | 4 693  | 7 351  | 14,9 % |
| 3  | Namibie            | 3 038  | 3 255  | +7                      | 5,8    | 5 476  | +68                     | 10,0   | 5 413  | 5 753  | 5 613  | 11,4 % |
| 4  | Australie          | 8 982  | 5 001  | −44                     | 8,9    | 6 613  | +32                     | 12,1   | 6 203  | 4 192  | 4 553  | 9,2 %  |
| 5  | Ouzbékistan (est.) | 2 016  | 2 400  | +19                     | 4,3    | 3 500  | +46                     | 6,4    | 3 500  | 3 520  | 3 300  | 6,7 %  |
| 6  | Russie             | 3 200  | 2 990  | −7                      | 5,3    | 2 911  | -3                      | 5,3    | 2 846  | 2 635  | 2 508  | 5,1 %  |
| 7  | Niger              | 3 282  | 4 057  | +24                     | 7,2    | 2 983  | -26                     | 5,4    | 2 991  | 2 248  | 2 020  | 4,1 %  |
| 8  | Chine (est.)       | 750    | 1 500  | +100                    | 2,7    | 1 885  | +26                     | 3,4    | 1 885  | 1 600  | 1 700  | 3,4 %  |
| 9  | Inde (est.)        | nd     | 385    |                         | 1,0    | 308    | -20                     | 0,6    | 400    | 600    | 600    | 1,2 %  |
| 10 | Afrique du Sud     | nd     | 573    |                         | 1,0    | 346    | -40                     | 0,6    | 250    | 192    | 200    | 0,4 %  |
| 11 | Ukraine            | 800    | 926    | +16                     | 1,7    | 800    | -14                     | 1,5    | 744    | 455    | 100    | 0,2 %  |
| 12 | États-Unis         | 878    | 1 919  | +119                    | 3,4    | 58     | -97                     | 0,1    | 6      | 8      | 75     | 0,15 % |
| 13 | Pakistan (est.)    | nd     | 45     | ns                      | 0,1    | 45     | 0                       | 0,1    | 45     | 45     | 45     | 0,1 %  |
| 14 | Brésil             | nd     | 55     | ns                      | 0,1    | 0      | -100                    | 0      | 15     | 29     | 43     | 0,1 %  |
| 15 | Iran (est.)        | nd     | 573    |                         | 1,0    | 71     | -88                     | 0,1    | 71     | 21     | 20     | 0,04 % |
|    | Total mondial      | 40 178 | 56 041 | +40                     | 100    | 54 742 | -2,3                    | 100    | 47 731 | 47 808 | 49 355 | 100 %  |

La production mondiale d'uranium en 2021 couvrait environ 79 % des besoins des réacteurs contre 86 % en 2019, le reste étant approvisionné par des ressources secondaires (stocks, uranium de retraitement, uranium appauvri ré-enrichi, etc).
En 2017, la production mondiale était proche de 60 000 tonnes auxquels s'ajoutaient 17 000 tonnes de ressources de « deuxième main » (combustible retraité MOX, militaire…), alors que la consommation d'uranium stagne autour de 65 000 tonnes/an ; le cours du minerai a été divisé par deux en 2016 et les principaux producteurs réduisent fortement leur production.
La production industrielle commence après 1945 pour atteindre 10 000 t/an dès 1953, 50 000 t en 1958, décroît jusqu'à 30 000 t en 1965, remonte jusqu’à un plateau de 65 000 t en 1980, redescend jusqu’à 30 000 t dans les années 1990 et remonte dans les années 2000.
Le Kazakhstan a connu une forte hausse de production dans les années 2000, passant de 3 300 t en 2001 à 17 803 t en 2003. Cette hausse se poursuit, faisant du pays le leader du marché avec 33 % de la production mondiale (soit 17 803 tonnes en 2010) et d'importantes réserves minières (17 % de la réserve mondiale). Selon l'OCDE, l'intensification de la production de ce pays a permis une augmentation de plus de 25 % de la production mondiale de 2008 à 2010.
L'uranium est une ressource non renouvelable (comme tous les métaux). Les réserves facilement accessibles sont en léger recul, mais il reste des réserves identifiées et récupérables plus coûteusement accessibles pour plus de 130 ans selon l'OCDE et l'AIEA. La quantité d'énergie extractible à partir de l'uranium naturel pourrait théoriquement être multipliée jusqu'à près de cent fois grâce à la surgénération et au retraitement, qui permettraient de fissionner l'uranium 238, beaucoup plus répandu que l'uranium 235.

### Dans l'eau de mer et les eaux naturelles
Les concentrations en uranium (l'élément chimique uranium) dans les eaux « naturelles » sont les suivantes :
- l'eau de mer : 3,3 µg/L ;
- le Rhône : 0,56 µg/L (débit annuel d’uranium = 29 t) ;
- l'Indus : 4,94 µg/L ;
- le Gange : 7 µg/L ;
- le fleuve Jaune : 7,5 µg/L.

Dans les eaux de boisson :
- eau de Badoit : 58 µg/L à la source, 5,45 µg/L après traitement[30] ;
- eau de Vichy : 20 µg/L[31].

Le seuil OMS pour les eaux de boisson était fixé jusqu'en 2011 à 15 µg/L, puis en 2011 la quatrième édition des « Directives pour la qualité de l'eau de boisson » l'a fixé à 30 µg/L.

### Cinétique hydrogéologique
La solubilité de l’uranium est liée aux conditions d’oxydoréduction du milieu. Dans des conditions oxydantes (augmentation de la concentration en oxygène dissous), l’uranium devient plus facilement soluble (passage de la valence IV à la valence VI). Les conditions oxydantes favorisent la complexation de l’uranium en solution avec certains ligands. Les principaux ligands sont, par ordre d’affinité décroissante :
- les carbonates ;
- les groupes hydroxyle ;
- les nitrates[34] ;
- les phosphates.

L’uranium présente une très forte affinité pour les oxyhydroxydes de fer. Cette adsorption peut s’effectuer très rapidement lors de changements des conditions d’oxydoréduction, une diminution de la teneur en oxygène (condition réductrice) engendre une précipitation rapide de l’uranium sous forme d’oxyde (UO2). C'est une telle précipitation qui est par exemple à l'origine du gisement d'Oklo.

### Synthèse chimique des fluorures d'uranium (UFx)
Deux étapes sont nécessaires à la synthèse :
- le raffinage :
  1. Le minerai d'uranium pulvérisé « yellowcake » — est dissous dans l'acide nitrique, fournissant une solution de nitrate d'uranyle UO2(NO3)2,
  2. Éventuellement filtration,
  3. Le nitrate d'uranyle pur est obtenu par extraction par solvant, avec une solution de TBP,
- cette étape permet d'obtenir un nitrate d'uranyle UO2(NO3)2 de grande pureté (>99,95 %) ;
- la conversion en elle-même :
  1. Précipitation du nitrate d'uranyle par l'ammoniac gazeux pour obtenir du diuranate d'ammonium (NH4)2U2O7 (DUA),
  2. Calcination du diuranate d'ammonium, vers 400 °C, pour produire l'UO3,
  3. Réduction de l'UO3 par l'hydrogène pour obtenir de l'UO2,
  4. Hydrofluoration d'UO2 par l'acide fluorhydrique HF dans un four pour produire du tétrafluorure d'uranium UF4,
  5. Réduction de l'UF4 avec du calcium finalement pour obtenir du métal pur.

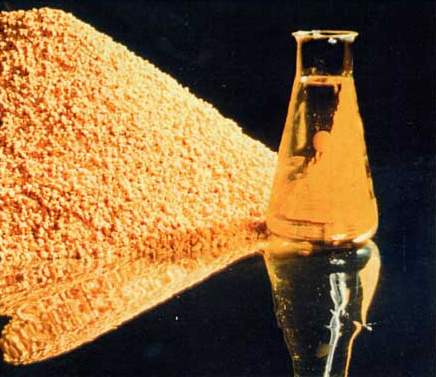
Yellowcake + nitrate d'uranyle.
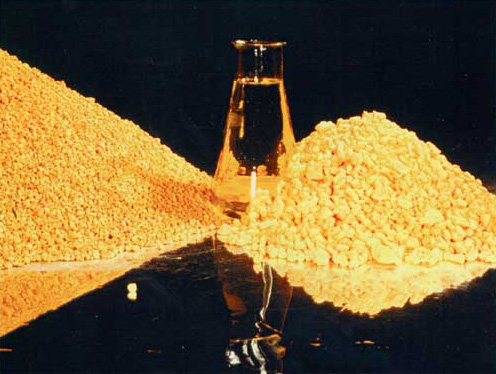
+ Diuranate.
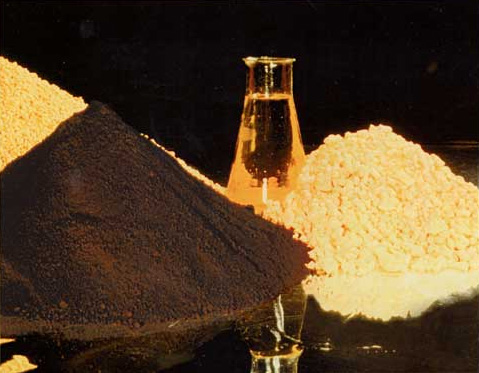
+ Dioxyde d'uranium.
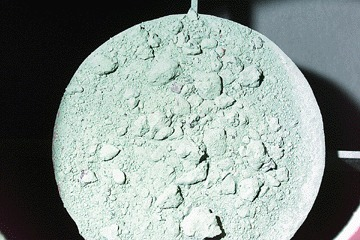
Tetrafluorure d'uranium (UF4)
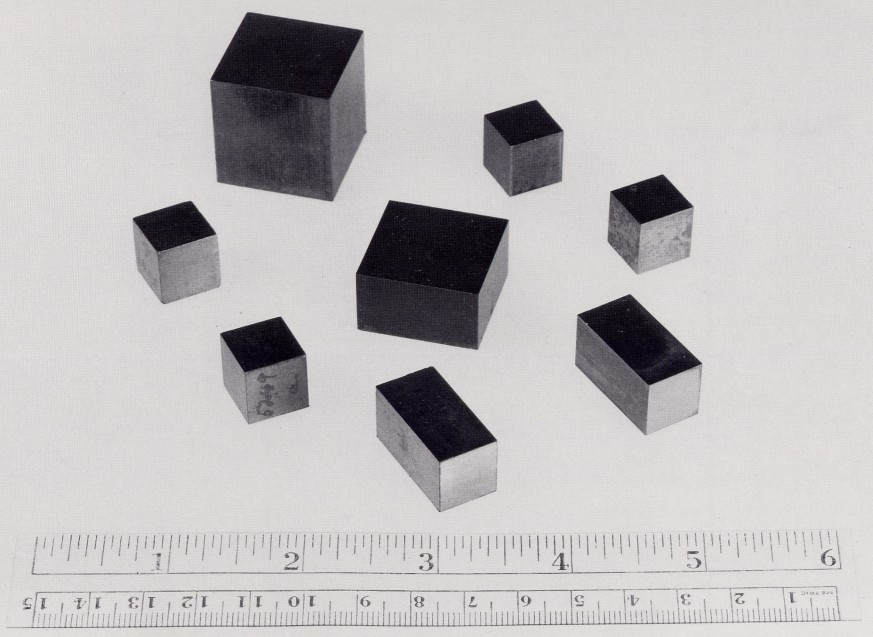
Uranium métallique

## Propriétés

### Propriétés radiologiques
L'uranium est un métal lourd radioactif (émetteur alpha) de période très longue (~ 4,468 8 milliards d'années pour l'uranium 238 et ~ 703,8 millions pour l'uranium 235). Sa radioactivité, additionnée à celle de ses descendants dans sa chaîne de désintégration, développe une puissance de 0,082 watt par tonne d'uranium, ce qui en fait, avec le thorium 232 (quatre fois plus abondant, mais trois fois moins radioactif) et le potassium 40, la principale source de chaleur qui tend à maintenir les hautes températures du manteau terrestre, en ralentissant de beaucoup son refroidissement.

#### Produit fissile naturel
L'uranium 235 est le seul nucléide naturel qui soit fissile (ou, très rarement, fissible), autrement dit il peut, par capture de neutron, se scinder en deux noyaux fils avec émission de neutrons, par fission nucléaire. Par suite, l'uranium enrichi en cet isotope est aujourd'hui utilisé comme combustible nucléaire dans les réacteurs nucléaires (voir Cycle du combustible nucléaire) ou dans les armes nucléaires, que ce soit les bombes A, ou comme amorce dans les bombes H.
Au contraire de l'uranium 235, l'uranium 238, lorsqu'il capture un neutron, ne fissionne pas (sauf s'il s'agit d'un neutron rapide). Il devient de l'uranium 239 instable qui, par désintégration β−, se transforme en neptunium 239. Ce dernier est lui aussi radioactif β−, et donne alors naissance à un nouveau noyau, le plutonium 239. Ce radioisotope est fissile, comme l'uranium 235. L'uranium 238 est ainsi un isotope fertile, qui peut produire des produits fissiles.
L'uranium 234 n'est, lui, ni fissile, ni fertile, et provient de la décomposition radioactive de l'uranium 238 (voir la section précédente).
La fission d'un atome d'uranium 235 libère de l'ordre de 193,2 MeV d'énergie récupérable en réacteur (la valeur exacte dépendant des produits de fission) et 9,6 MeV communiquée aux neutrinos inutiles et quasiment indétectables. De même, la fission d'un atome de plutonium 239 libère de l'ordre de 198,6 MeV d'énergie récupérable et 8,6 MeV communiquée aux neutrinos. Ces valeurs sont à comparer avec celles de la combustion de carburants fossiles, qui libèrent de l'ordre de 5 eV par molécule de CO2 produit : l'ordre de grandeur des énergies libérées par les combustibles nucléaires est un million de fois plus importante que celle des énergies fossiles chimiques.
Le potentiel d'énergie de l'uranium n'est exploité que très partiellement dans les réacteurs actuels, mais la différence reste nette : 1 kg d'uranium naturel permet la production d'environ 500 000 MJ dans un réacteur conventionnel, à comparer avec les 49 MJ obtenus par 1 kg de gaz naturel, 45 MJ pour 1 kg de pétrole, et 20 à 30 MJ pour le charbon.

#### Isotopes de l'uranium naturel
L'uranium possède 26 isotopes connus, tous radioactifs, dont trois seulement sont présents à l'état naturel : 238U, 235U et 234U. On trouve dans une tonne d'uranium naturel pur 7,2 kg d'uranium 235 et 56 g d'uranium 234, le reste étant de l'uranium 238.

##### Uranium 238 et uranium 235
Les isotopes 238U et 235U ont beaucoup d'applications, militaires notamment, mais aussi civiles, comme la datation de l'âge de la Terre à partir de la datation radiométrique par l'uranium-plomb ou par l'uranium-thorium.
Quelles que soient les teneurs en uranium des milieux, les proportions entre les deux principaux isotopes formant l'uranium naturel sont pratiquement les mêmes : 238U : 99,28 %, 235U : 0,72 %, 234U : 0,0056 %.
La proportion d'235U décroît à l'échelle des temps géologiques. Leur rapport de formation dans une supernova est de 1 à 1,65, c'était (approximativement) la proportion de l'uranium présent sur Terre il y a ~4,5 milliards d'années, ce qui est juste inférieur à l'âge de la formation de ces isotopes (voir Formation et évolution du système solaire).
Il y a deux milliards d'années, lors de la période de fonctionnement du réacteur nucléaire naturel d'Oklo, la proportion d'235U était encore de près de 4 %, ce qui a permis à ce gisement d'atteindre la criticité, lors de la précipitation des composés dissous formant le nouveau minerai.

##### Uranium 234
Le troisième isotope, 234U, appartient à la chaîne de désintégration de l'238U.
L'isotope 234 est toujours présent sur Terre, à l'état de traces, bien qu'il ait une demi-vie de seulement 245 500 ans ; car il est constamment créé par désintégration radioactive de l'isotope 238 (après trois étapes : une transition α donnant 234Th, puis deux transitions β− donnant 234Pa, puis 234U).
Quand il est à l'équilibre séculaire, la proportion entre 238U et 234U est égale au rapport des demi-vies, soit 0,0056 %.
Cependant, les rapports isotopiques peuvent varier légèrement d'un gisement à l'autre, entre 0,005 % et 0,006 % pour l'234U, du fait d'une légère différence de comportement dans le changement U6+↔ U4+. Le rapport isotopique 234U/238U peut être perturbé par différents processus environnementaux, tandis que le rapport 235U/238U reste assez largement constant.

##### Autres isotopes
L'industrie nucléaire produit deux autres isotopes artificiels de l'uranium, relativement stables à échelle humaine :
- l'isotope 236 est produit en réacteur par irradiation de l'isotope 235, qui dans près de 18 % des cas ne fissionne pas mais absorbe un neutron. Il tend à s'accumuler dans l'uranium de recyclage, dont il augmente fortement la radioactivité, et dont (étant neutrophage) il diminue le potentiel énergétique. Bien qu'ayant une demi-vie de 23 millions d'années, presque du centuple de celle de l'isotope 234, cet isotope a disparu depuis longtemps dans la nature. Son produit est du thorium 232, qui s'est « confondu » avec le thorium 232 « initial » et se trouve à présent majoritairement sous cette forme ainsi que des éléments de sa chaîne de désintégration ;
- l'isotope 233 est un élément fissile produit en réacteur par irradiation du thorium. Il est à la base du cycle du thorium. Sa demi-vie de 159 000 ans est largement supérieure à celle du plutonium.

#### Activité massique

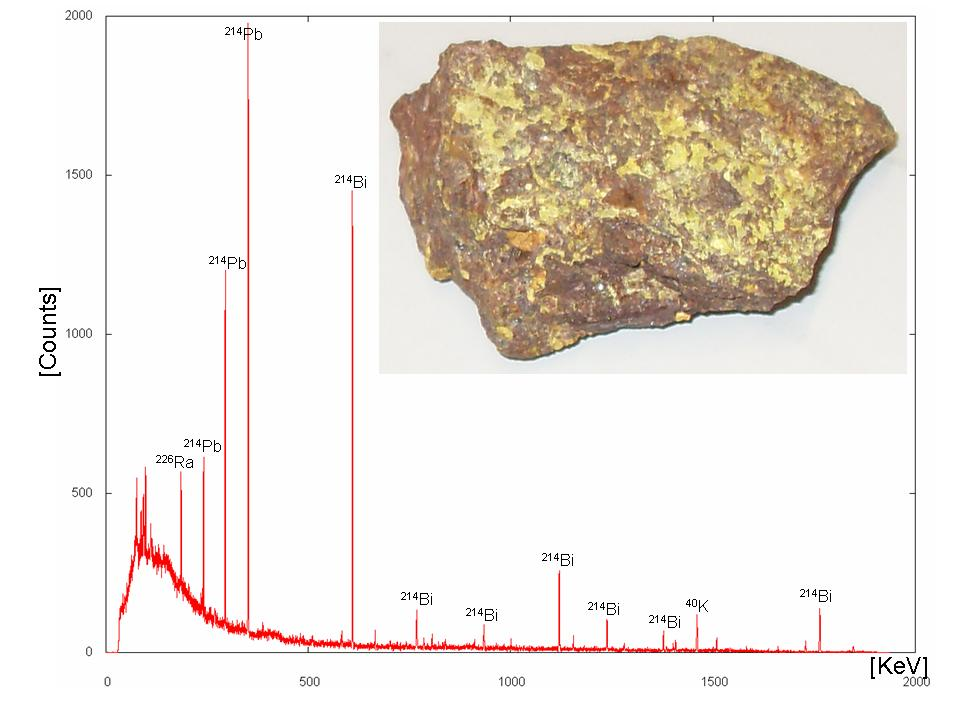
Spectre gamma d'un minerai d'uranium, permet d'identifier la présence des radionucléides 226Ra, 214Pb, 214Bi de la chaîne de désintégration de 238U (lui-même non émetteur gamma).

L'uranium pur est radioactif, son activité massique dépendant à la fois de son enrichissement, et de la fraîcheur de sa purification chimique.
Si l'on considère les isotopes purs de l'uranium, 238U a une activité massique de 12,4 Bq/mg, 235U de 80 Bq/mg, et 234U de 230 Bq/µg, soit 230 000 Bq/mg — quatre ordres de grandeur au-dessus des précédents.
L'uranium naturel, quand il est chimiquement purifié (essentiellement composé de 235U et de 238U en équilibre avec son descendant 234U), a une activité spécifique de l'ordre de 25 Bq/mg. En amont, à poids égal d'uranium, la radioactivité d'un minerai, où il est en équilibre avec tous les éléments radioactifs de sa chaîne de désintégration, est naturellement 3 (si le radon peut s'échapper) à 7 fois plus importante.
L'uranium enrichi est plus actif, partiellement du fait de l'activité plus importante de 235U (6,33 fois plus radioactif que l'238U), mais surtout à cause de la concentration différentielle en 234U (10 000 fois plus radioactif que 238U), toujours présent à l'état de traces dans la chaîne de désintégration de l'isotope 238. Elle atteint typiquement 2 500 Bq/mg pour un enrichissement de 90 % (uranium dit de qualité militaire). Pour les enrichissements de l'ordre de 3 %, destinés aux centrales nucléaires, l'activité spécifique est de l'ordre de 60 Bq/mg.
Inversement, l'uranium appauvri est presque entièrement débarrassé non seulement de sa fraction de l'isotope 235, mais également de son descendant l'isotope 234. Immédiatement après l'enrichissement, son activité massique tend à se rapprocher de celle de 238U pur, c'est-à-dire de l'ordre de 12,5 Bq/mg (en pratique, un peu plus du fait de la présence résiduelle d'235U). Cependant, l'équilibre entre 238U et ses deux premiers descendants (le thorium 234 de période 24 jours, et le protactinium 234) est atteint rapidement, en 2 mois. La radioactivité spécifique à l'équilibre (avec ses deux premiers descendants) étant déjà de 41,5 Bq/mg.

#### Sections efficaces
Aux neutrons thermiques, avec : 
σa= section efficace d'absorption (= capture + fission le cas échéant) 
σf= section efficace de fission
À 20 °C :
233U : σa = 585,9 barns ; σf = 532,8 barns 
235U : σa = 676,1 barns ; σf = 568,4 barns 
238U : σa = 2,72 barns
À 240 °C :
233U : σa = 587,3 barns ; σf = 534,9 barns 
235U : σa = 647,0 barns ; σf = 543,1 barns 
238U : σa = 2,60 barns
À 300 °C :
233U : σa = 588,9 barns ; σf = 536,1barns 
235U : σa = 642,4 barns ; σf = 538,8 barns 
238U : σa = 2,58 barns

### Propriétés chimiques

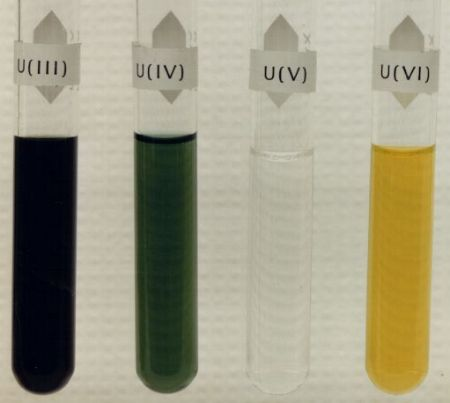
Valences III (rouge), IV (vert), (instable) et (jaune) de l'uranium.

De symbole U, l'uranium est le dernier élément naturel du tableau périodique. Chaque atome d'uranium possède 92 protons et entre 125 et 150 neutrons.
À l'état pur, l'uranium solide est un métal radioactif gris à blanc (voire argenté), qui rappelle la couleur du nickel. Il est dur et très dense. De plus, l'uranium est l'atome le plus lourd (qui contient le plus de nucléons) présent naturellement sur la Terre.
En raison de son affinité pour l'oxygène, l'uranium s'enflamme spontanément dans l'air à température élevée, voire à température ambiante lorsqu'il se trouve sous forme de microparticules. Il est pyrophorique.
L’uranium a quatre valences possibles (+III à +VI), les valences IV et VI étant les plus répandues dans les minerais. Les conditions de passage de la valence IV à la valence VI dépendent du potentiel d'oxydoréduction du milieu.
Ainsi dans la nature, l'élément uranium se retrouve toujours combiné à d’autres éléments, tels l'oxygène, l'azote, le soufre, le carbone sous forme d'oxydes, de nitrates, de sulfates ou de carbonates. On le trouve, par exemple, combiné à l'oxygène dans l'uraninite et la pechblende, deux des principaux minerais d'uranium, constitués d'oxyde uraneux (UO2).
Enfin, les ions uranyle UO22+ se dissolvent très bien dans la plupart des acides, comme dans l'acide nitrique HNO3 ou l'acide fluorhydrique HF en donnant des sels d'uranyle tels que le nitrate d'uranyle UO2(NO3)2. L'équation de la dissolution de l'ion uranyle en sel d'uranyle dans l'acide nitrique est la suivante :
UO22+ + 2 NO3− → UO2(NO3)2.

### Dérivés organo-uraniens
Comme la plupart des métaux, l'uranium a une chimie organométallique et de nombreux complexes organométalliques, tels l'uranocène, sont connus.

## Applications

### Utilisations historiques

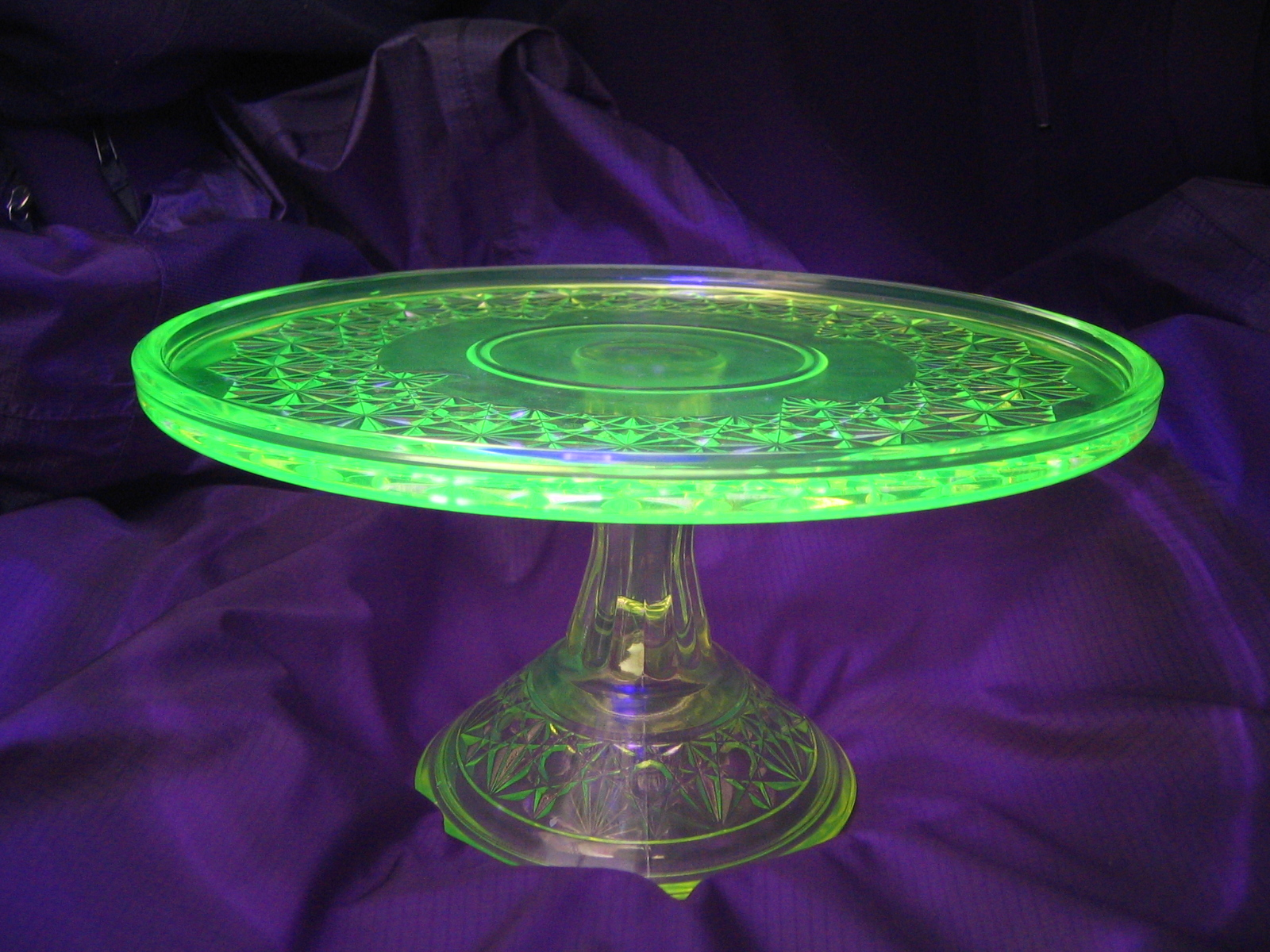
Plateau en ouraline fluorescent : sous de la lumière noire, ce verre d'uranium absorbe le rayonnement ultraviolet et le restitue à une fréquence différente dans le visible, émettant de la fluorescence dans le vert.

Le minerai d'uranium a été utilisé comme pigment dans la verrerie, la céramique et la faïence, sous forme de diuranate de sodium ou d'ammonium. Dans le verre, l'uranium est typiquement utilisé à des concentrations de 0,1 % à 2 % en masse pour produire de l'ouraline, solide d'un jaune fluorescent ou légèrement vert facile à identifier. Il a été utilisé pour colorer des céramiques dentaires à de très faibles concentrations. Il produit une pigmentation jaune à faibles concentrations, puis crème, orange, brune, verte, ou noire, quand la concentration augmente.
Il sert également de catalyseur dans certaines réactions chimiques spécialisées et dans des films photographiques.
L'uranium appauvri a également été utilisé pour ces emplois physico-chimiques. Sous forme d'acétate d'uranyle et de zinc (réactif de Blanchetière), il donne des cristaux jaune-vert fluorescents avec les ions sodium Na+. Il permet donc de caractériser facilement ce métal lors des analyses en chimie minérale.
En métallurgie, il a été utilisé comme élément d’alliage dans la fabrication d'aciers rapides. D'appréciables quantités de ferrouranium ont été produites entre 1914 et 1916. À la fin des années 1950, l'apparition d'importants stocks d'uranium appauvri aux États-Unis relance la recherche sur la production et l'utilisation d'alliages d'acier contenant de l'uranium, mais aucun débouché majeur n'est identifié.

### Industrie nucléaire

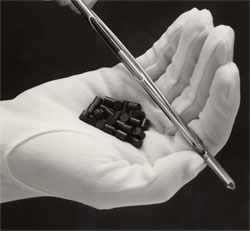
Pastilles de combustible nucléaire d'uranium.

Historiquement, la première utilisation du minerai d'uranium par l'industrie nucléaire a été d'en extraire le radium, pour des applications médicales.
Le principal usage contemporain de l'uranium exploite ses propriétés nucléaires.
- L'uranium 235 est le seul isotope fissile naturel, ce qui permet l'exploitation de l'uranium dans les réacteurs nucléaires (après un éventuel enrichissement), ainsi que pour la fabrication d'armes nucléaires (après un fort enrichissement).
- L'uranium 238 est à la fois fissible dans les réacteurs à neutrons rapides, et fertile : par capture neutronique, il se transforme finalement en plutonium 239, fissile. Il est envisagé d'exploiter cette double possibilité dans le cycle du combustible nucléaire, pour des cycles fondés sur la combustion du plutonium.
- L'uranium 233, qui peut être artificiellement produit par irradiation du thorium, est également fissile en neutrons thermiques. Cette possibilité est à la base d'un cycle surgénérateur fondé sur le thorium.

### Contrôle des matières nucléaires
L'uranium est une matière nucléaire dont la détention est réglementée (Article R1333-1 du code de la défense).

### Uranium appauvri
L'uranium appauvri, un sous-produit de l'enrichissement de l'uranium, est remarquable par sa dureté et sa densité.

#### Usage militaire
L'uranium appauvri n'est pas employé pour son aspect radioactif mais pour ses propriétés mécaniques. Il est pyrophorique, employé comme arme antichar dotée d'un fort pouvoir à la fois pénétrant et incendiaire : à très haute vitesse, il perfore aisément les blindages en s'enflammant lors de l'impact, provoquant un incendie qui fait exploser le véhicule touché. Ainsi, des munitions à base d'uranium appauvri (obus de 20 à 30 mm des avions ou hélicoptères chasseurs de chars) ont été utilisées lors des guerres du Golfe (guerre du Koweït et guerre en Irak) et du Kosovo. L'uranium appauvri est également utilisé pour faire des plaques de blindages.
Concernant sa toxicité, l'Organisation Mondiale de la Santé précise que "Dans les zones de conflit où l’uranium appauvri a été utilisé, il n’est pas nécessaire de soumettre les populations à un dépistage ou à un contrôle généralisé des effets éventuels sur leur santé. Les personnes qui pensent avoir été exposées à des doses excessives doivent aller consulter leur médecin qui les examinera, les traitera si elles ont des symptômes et assurera le suivi". Concernant les militaires, les études de suivi des vétérans blessés par des fragments d'uranium appauvri, encore inclus dans leur organisme, révèlent des "concentrations décelables d’uranium appauvri dans leurs urines, mais sans effet indésirable apparent pour la santé". Plus de 95 % de l'uranium pénétrant dans l'organisme n'est pas absorbé et est éliminé via les selles et les urines (en 24 heures pour l'uranium sanguin).

#### Usage civil
L'uranium appauvri constitue un combustible nucléaire appelé « combustible MOX » lorsqu'il est complété par du dioxyde de plutonium. Il sert d'élément fertile dans les réacteurs, où l'238U se transforme par irradiation en 239Pu fissile. Le MOX contribue ainsi au recyclage du plutonium.
L'uranium appauvri a autrefois été utilisé comme contrepoids en aviation, sur les premiers Boeing 747, les McDonnell Douglas DC-10, les Lockheed L-1011 TriStar par exemple, ce qui pose le problème du recyclage de ces avions qui, pour beaucoup, arrivent en fin de vie. Dans cet emploi, il est progressivement remplacé par le tungstène. La quille de certains voiliers de compétition a contenu de l'uranium appauvri avant que la réglementation n'interdise son usage. Il enfin utilisé pour les écrans de protection radiologique où il est également plus efficace que le plomb.
Concernant sa toxicité, « l’exposition excessive des professionnels à l’uranium appauvri par ingestion est improbable là où des mesures de sécurité ont été prises pour le lieu de travail ». « Les études à long terme portant sur des professionnels exposés à l’uranium ont signalé certains troubles de la fonction rénale selon l’intensité de l’exposition. Il semblerait néanmoins d’après certaines données que ces troubles puissent être transitoires et que la fonction rénale revienne à la normale après élimination de la source d’une exposition excessive ».

## Imprégnation des populations humaines
Elle est a priori plus élevée dans les régions de mines d'uranium et chez les travailleurs de l’industrie nucléaire (en particulier impliqués dans l'extraction, le raffinage, la production de combustible nucléaire et son retraitement). Certains militaires (exposés aux vapeurs ou particules de munitions à uranium appauvri ont aussi été potentiellement exposés, sachant que par exemple 20 261 militaires français ont participé aux opérations extérieures dans le golfe Persique en 1990-1991), potentiellement susceptibles d'avoir développé un « syndrome de la guerre du Golfe » ; dans les années 1990-2000, les auteurs n’ont souvent pas particulièrement retenu le rôle de l’uranium appauvri dans ce syndrome ,,
Ces personnes sont plus exposés au risque d'incorporation d'uranium, principalement par inhalation, ingestion, ou à la suite d'une blessure. On cherche rétrospectivement à reconstituer leur niveau d'exposition à l'uranium pur, et/ou aux composés suivants : NU (nitrate d'uranyle) ; UF6 (hexafluorure d’uranium) ; UF4 (tétrafluorure d'uranium) ; U – TBP (tributylphosphate d'uranium) ; DAU (diuranate d'ammonium) ; UO2F2 (fluorure d'uranyle) ; UO2 (dioxyde d'uranium) ; UO3 (trioxyde d'uranium) ; UO4 (tétraoxyde d'uranium) ; UF6 (hexafluorure d'uranium) ; effluents uranifères acides ; U3O8 (sesquioxyde d'uranium) ; UO2F2 (fluorure d'uranyle...).
Au milieu des années 2000-2010, si les effets de l’irradiation externe sont déjà bien explorés à travers l'épidémiologiques à grande échelle, les effets (en termes de risque de cancer notamment), de l'exposition interne induite par l’incorporation des particules d'uranium (et d'autres éléments émetteurs alpha) sont encore mal évalués. En France AREVA a développé en son sein le projet Alpha risk project dans cet esprit. Le tabagisme et l'ingestion de boissons alcoolisées sont aussi des sources d'intégration d'uranium.
En 2018 en France le « Volet périnatal » du programme national de biosurveillance a publié une évaluation de l'imprégnation des femmes enceintes dont pour l'uranium (et douze autres métaux ou métalloïdes ainsi que quelques polluants organiques). Le dosage de l'uranium a été fait dans les urines de 990 femmes enceintes au moment de leur arrivée à la maternité. Elles faisaient toutes partie de la « Cohorte Elfe », un pannel ne comprenant que des femmes ayant accouché en France en 2011 hors Corse et TOM. Seules 28 % de ces 990 femmes présentaient une quantité détectable d'uranium dans leurs urines (95e centile de la distribution : 20,8 μg/L, pour 29,5 μg/g de créatinine). Ces quantités évoquent les mêmes ordres de grandeur que d'autres études faites en France et à l’étranger chez les femmes adultes (à cause du faible taux de quantification de cet élément, l'étude de 2018 n'a pas recherché les déterminants d’imprégnation).

## Toxicité

### Toxicité chimique
Elle est du même ordre que celle du plomb (autre métal lourd). La dose létale pour l'homme semble être de quelques grammes.
Chez un humain adulte et en bonne santé, le système digestif absorbe globalement entre 0,2 et 2 % de l’uranium présent dans l'eau et les aliments.
Les composés solubles de ce métal sont plus facilement absorbés que les composés insolubles. Plus de 95 % de l'uranium ingéré ne sont pas absorbés par la muqueuse intestinale, éliminés dans les fèces. Puis environ 67 % de l'uranium passé dans le sang sera filtré par les reins et excrété dans les urines (dans les 24 heures). Les deux tiers de l'uranium restant seront intégrés par l'organisme ; par accumulation dans les os et pour 16 % dans le foie, pour 8 % dans les reins et 10 % dans les autres tissus.
Selon l'OMS, le contenu attendu en uranium d'un corps humain en équilibre avec son environnement est d'environ 90 à 150 µg d'uranium. Il résulte d'un apport journalier de l'ordre de 1 à 2 µg/jour par l'eau courante et l'alimentation.
Le rein est l'organe critique en termes de toxicité chimique. Le suivi de cohortes de professionnels exposés à l'uranium a mis en évidence des troubles rénaux (néphrites), avec une gravité dépendant de la dose.
À forte dose, l'uranium induit une néphropathie sévère, due à la dégradation des tubules proximaux, et à l'atteinte des structures glomérulaires,,. L'observation histologique et morphologique montre que l'architecture de l'épithélium des structures glomérulaires est altérée. Puis l'épithélium tubulaire proximale se nécrose. Certaines données, ont un temps fait croire que ces troubles n'avaient qu'un caractère transitoire, car une expérience sur l'animal a montré un retour à une situation rénale apparemment normale après élimination de la source d’une exposition excessive. L'épithélium lésé peut effectivement se régénérer après la disparition des apports en uranium, y compris après plusieurs injections de fluorure d'uranyle UO2F2 (à 0,66 ou 1,32 mg U/kg de poids corporel (chez l'animal) ; cependant l'observation histologique a montré (chez le rat) que les cellules mortes ou lésées sont remplacées par des cellules structurellement anormales, et dépourvues de certaines capacités fonctionnelles.
Le seuil de toxicité chimique rénale est estimé à 70 µg/kg de poids corporel ou 16 µg/g de rein (limite de 3 µg/g de rein pour la protection des travailleurs). La dose létale 50 (DL50) par voie orale est de 204 mg/kg chez le rat de laboratoire (la souris s'y montre un peu plus résistante avec de 242 mg/kg comme dose létale (DL50) par voie orale. En 1959, la Commission Internationale de Protection Radiologique (CIPR) recommandait de ne pas dépasser 3 μg/g dans le rein, mais cette valeur-seuil est aujourd'hui controversée, car des doses bien inférieures suffisent à induire des dégâts dans les tubules proximaux (avec protéinurie et enzymurie, par exemple pour 0,7 à 1,4 μg d'uranium par gramme de rein.
Dans tous les cas, c'est la toxicité chimique rénale (néphrite tubulaire aiguë) qui entraîne la mort de l'animal. Le mécanisme toxique est expliqué comme suit : l'uranium non-excrété par le rein y est réabsorbé et s'y accumule, en se fixant sur les cellules tubulaires proximales où en raison de l'acidité du milieu, le complexe uranium-uranyle se dissocie pour éventuellement se combiner avec certains composants de la membrane luminale. Les ions uranyle peuvent alors pénétrer la cellule. Ils s’accumulent notamment dans les lysosomes. Ils y forment des aiguilles de phosphate d’uranyle, ainsi que dans les mitochondries. On a aussi montré in vitro que l'uranium à haute dose peut induire l'apoptose (suicide cellulaire) en activant certains enzymes (caspases 3 et 9, protéases à cystéine) via des signaux intrinsèques des mitochondries. Les symptômes de la néphropatie sont accompagnés d'anomalies fonctionnelles (polyurie, enzymurie, protéinurie, élévation sanguine de la créatinine et de l'urée,,,. Les lésions sont moindres et plus réversibles si le taux rénal d'uranium est bas et le temps d’exposition court.
Perturbation endocrinienne  : des expériences sur modèle animal ont montré qu'une exposition chronique à de faibles doses d'uranium appauvri (ce n'est donc pas la radiotoxicité qui est ici en cause) se traduit par une diminution du taux de 1,24,25(OH)3D3 (ou 1,25-trihydroxyvitamine D3, une forme hormonalement active de la vitamine D).
Cette diminution est accompagnée de modifications moléculaires des enzymes de types cytochromes P450 (CYPs), enzymes protéiques importantes pour le métabolisme, présente chez presque toutes les espèces animales, végétales, fongiques, et qui jouent un rôle important pour la détoxication de l'organisme. On observe aussi des modifications des récepteurs nucléaires associés. La même étude que ci-dessus a montré que l'uranimum appauvri et – de la même manière – l'uranium enrichi affectent l'expression de VDR (vitamin D receptor) et de RXR α (retinoic X receptor alpha), ce qui signifie que l'uranimum (enrichi ou non) peut perturber l'expression des gènes cibles de la vitamine D (impliqués dans le transport du calcium au niveau rénal).

### Radiotoxicité
Contrairement à la radioactivité, qui se mesure en becquerels, la radiotoxicité de l'uranium (c'est-à-dire l'effet de son rayonnement ionisant sur l'homme) se mesure en microsieverts (μSv).
Quel que soit son enrichissement, la radioactivité de l'uranium est toujours du type alpha, de l'ordre de 4,5 MeV. Sa radiotoxicité dépend donc de son activité massique et faiblement de sa composition. Elle est de l'ordre de 0,6 µSv/Bq (F) à 7 µSv/Bq (S) en inhalation, 0,05 µSv/Bq (F) à 0,008 µSv/Bq (S) en ingestion, les poumons et les os étant alors les organes critiques.
La radiotoxicité de l'uranium serait du même ordre de grandeur que celle de la toxicité chimique : elle l'emporte pour des enrichissements supérieurs à 6 %, la toxicité chimique étant sinon prépondérante.

### Effets sur la reproduction
L'uranium est aussi reprotoxique via notamment un effet délétère sur les organes reproducteurs ; soit du fait de sa radioactivité, soit du fait de sa chimiotoxicité, et peut-être des deux.
L'uranium a chez l'animal des effets démontrés ; sur le système reproducteur : chez le rongeur de laboratoire, la barrière hémato-testiculaire (ou BHT) qui était réputée protéger le testicule peut en être franchie par le plutonium, l'américium et le polonium au moins grâce à la transferrine.
- De l'uranium est significativement trouvé dans les testicules de rats ayant reçu un implant d'uranium dans le muscle d'une des pattes. Les récepteurs à la transferrine présent dans l'épithélium séminifère humain pourrait donc expliquer la présence d'uranium dans le sperme de soldats blessés par des munitions à l'uranium appauvri.
- Des rats ayant des implants sous-cutanés d'uranium, et des souris abreuvées d'eau contenant de l'uranium produisent des cellules de Leydig altérées, ce qui perturbe la production d'hormones stéroïdes et se traduit par un sperme dégradé (spermatozoïdes moins nombreux et moins mobiles), expliquant les observations faites dès 1949 de diminution du nombre de portées et du nombre de petits par portée chez plusieurs espèces d'animaux ayant régulièrement ingéré de faibles doses de nitrate d'uranyle[72],[73].

### Effets sur le développement
L'uranium induit une toxicité fœtale et embryonnaire chez la souris chez laquelle un implant d'uranium a été posé dans le muscle d'une patte. Il est tératogène à doses plus élevées, provoquant la mort de l'embryon exposé à une concentration 50 mg kg−1 j−1 durant 9 jours, 20 % inférieure à la dose létale pour l'adulte. Une souris gestante abreuvée avec une eau correspondant à une ingestion de 25 mg d'uranium par kilogramme et par jour produit moins de jeunes. Ceux-ci ont ensuite des problèmes de développement et de survie.
La plupart des études et réglementations se fondent sur les effets sur l'animal, or les premières études ex vivo permises par les nouvelles techniques de cultures cellulaires laissent penser que les gonades humaines seraient plus sensibles à l'uranium que ne le sont celles des rongeurs utilisés en laboratoire. Le testicule fœtal humain pourrait aussi être plus sensible que ceux des rongeurs de laboratoire.

### Normes
Il n'y a pas de consensus sur les normes ni la NOAEL (dose sans effet nocif observé) de l'uranium, certains estimant que les effets délétères de la radioactivité peuvent exister quelle que soit la dose.
Pour la potabilité de l'eau, l'OMS a fixé une teneur maximale de 1,4 mg l−1, tout en recommandant dans ses lignes directrices une concentration en uranium cent fois plus faible, inférieure à 0,015 mg/l, pour les eaux de boisson courante. Au Canada, l'eau potable possède une concentration maximale acceptable de 0,02 milligramme d'uranium par litre (mg/L).

## Prix

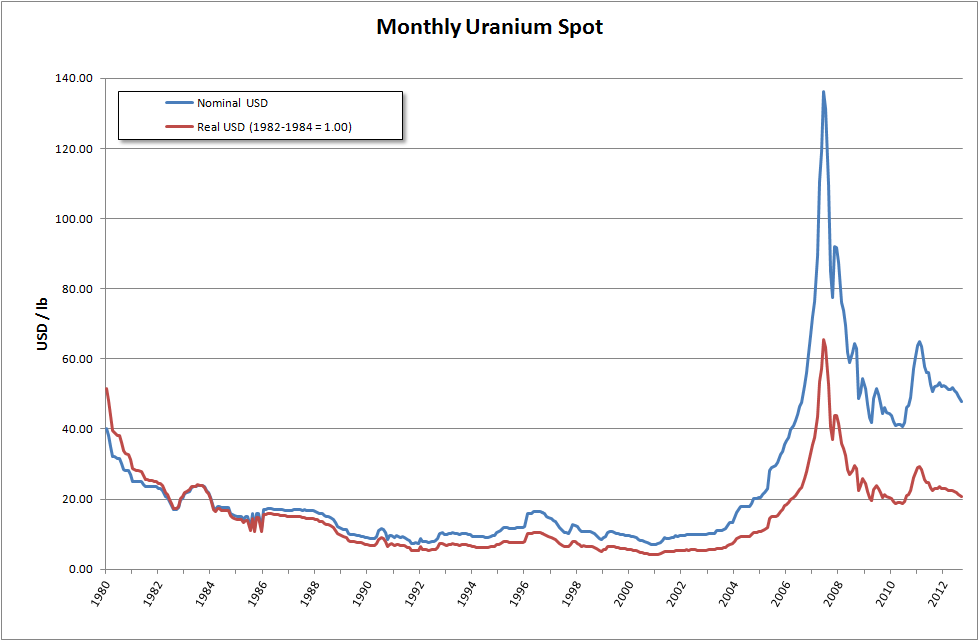
Prix « spot » mensuel de l'uranium en US$.

Le prix de l'uranium a baissé dans les années 1980 et 1990 pour plusieurs raisons :
- les politiques d'économie d'énergie ont permis de limiter la consommation d'électricité ;
- des gisements d'uranium économiquement exploitable ont été découverts ;
- Au milieu des années 1980, des matières nucléaires provenant d’armes nucléaires américaines et soviétiques, mises hors service en raison du respect des traités de réduction des arsenaux nucléaires stratégiques, sont devenues disponibles. Après la fin de la guerre froide au début des années 1990, le démantèlement s'est intensifié en raison des craintes de prolifération nucléaire qui se sont intensifiées après l'effondrement de l'URSS (traité START I, traité SORT). Les États-Unis ont signé un accord avec la Russie selon lequel ils commenceraient à mélanger (essentiellement un processus de désenrichissement partiel) de l’uranium de qualité militaire supplémentaire de ce pays pour l’utiliser dans des réacteurs nucléaires commerciaux. Ce travail a servi à maintenir les prix à la baisse au cours des premières années du XXIe siècle[80].

Le prix de l'uranium a atteint un minimum en janvier 2001 à 14,1 dollars par kilogramme de U3O8.
Le prix de l'uranium a progressivement augmenté depuis 2001 pour atteindre un pic à 298 $/kg en juin 2007. Ce pic s'explique par la diminution des stocks, la faible augmentation de production, et par des événements ponctuels tels que l'inondation de la mine de Cigar Lake au Canada et l'incendie de la mine d'Olympic Dam en Australie.
L'uranium est redescendu à 102,5 $/kg en août 2010. En janvier 2011, il se situait à environ 138,9 $/kg. Il est à prévoir une tendance à la hausse en raison de l'épuisement des stocks militaires prévu vers 2015.
En mars 2017 le cours de l'uranium est au plus bas : aux alentours de 52,9 $/kg de U3O8. Ceci s'explique par le faible coût de production des mines du Kazakhstan et par l'offre qui surpasse la demande.

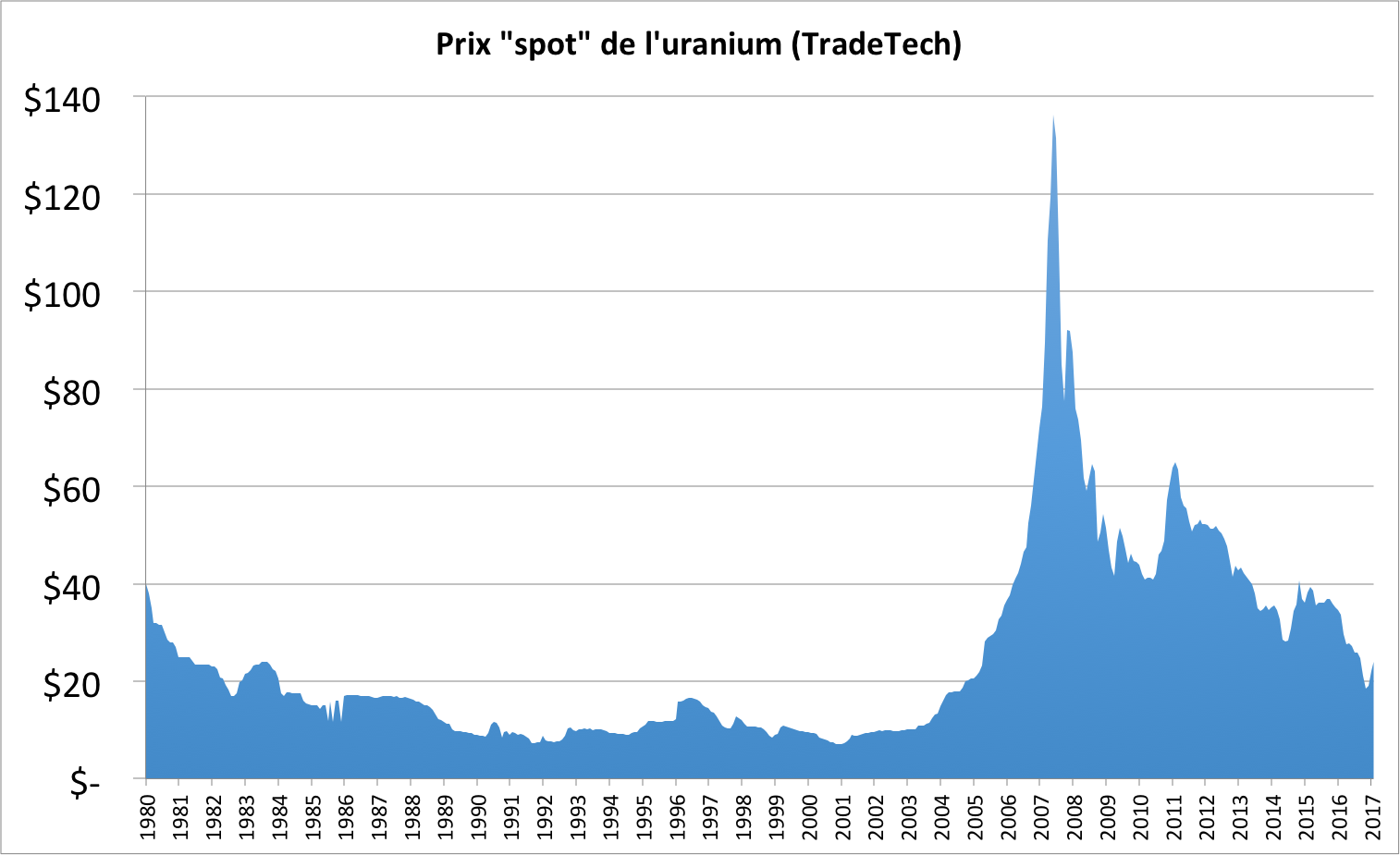
Prix spot de l'uranium en dollars par livre, entre 1980 et 2017.

Le prix de revient du kilowatt-heure est peu sensible au prix de l’uranium. Certes, le coût du cycle du combustible représente environ 20 % du prix de revient du kilowatt-heure, mais ce cycle comprend toutes les transformations physiques et chimiques qu’il faut faire subir à l’uranium naturel pour en faire un combustible utilisable. Le coût du combustible nucléaire constitue environ 5 % du prix final du kilowatt-heure nucléaire en 2014. Cependant, des études économiques montrent que le prix de l'uranium commence à avoir un effet significatif sur le coût du kWh d'électricité nucléaire à partir de 110 ou 220 euros par kilogramme de U3O8.
En 2023, le prix de la livre d'uranium (U3O8) augmente de 30 % en neuf mois, atteignant 66,25 $, et retrouve ainsi son niveau d'avant l'accident de Fukushima en 2011. Cette augmentation s'explique pas l'accélération de la mise en service de nouveaux réacteurs. Selon les projections de l'Association nucléaire mondiale (WNA) publiées en septembre, les capacités de production nucléaires devraient augmenter de 75 % d'ici à 2040, à 686 GW. En Chine, 24 réacteurs sont en cours de construction. Les États-Unis et la France, de leur côté, prolongent la durée de vie de leurs centrales et envisagent d'en construire de nouvelles. Au Japon, près d'un tiers des 33 réacteurs mis à l'arrêt après l'accident de Fukushima a été reconnecté au réseau. Les progrès de la filière des petits réacteurs modulaires soutiennent également les perspectives de demande d'uranium, qui devrait presque doubler à 130 000 tonnes par an d'ici à 2040, contre 65 650 tonnes en 2023.

## Commerce
La France importe plus que la consommation d'uranium qui lui est nécessaire et exporte ses surplus sous différentes formes, d'après les douanes françaises. En 2014, le prix moyen à la tonne à l'export était de 36 000 €.